# Wasgau

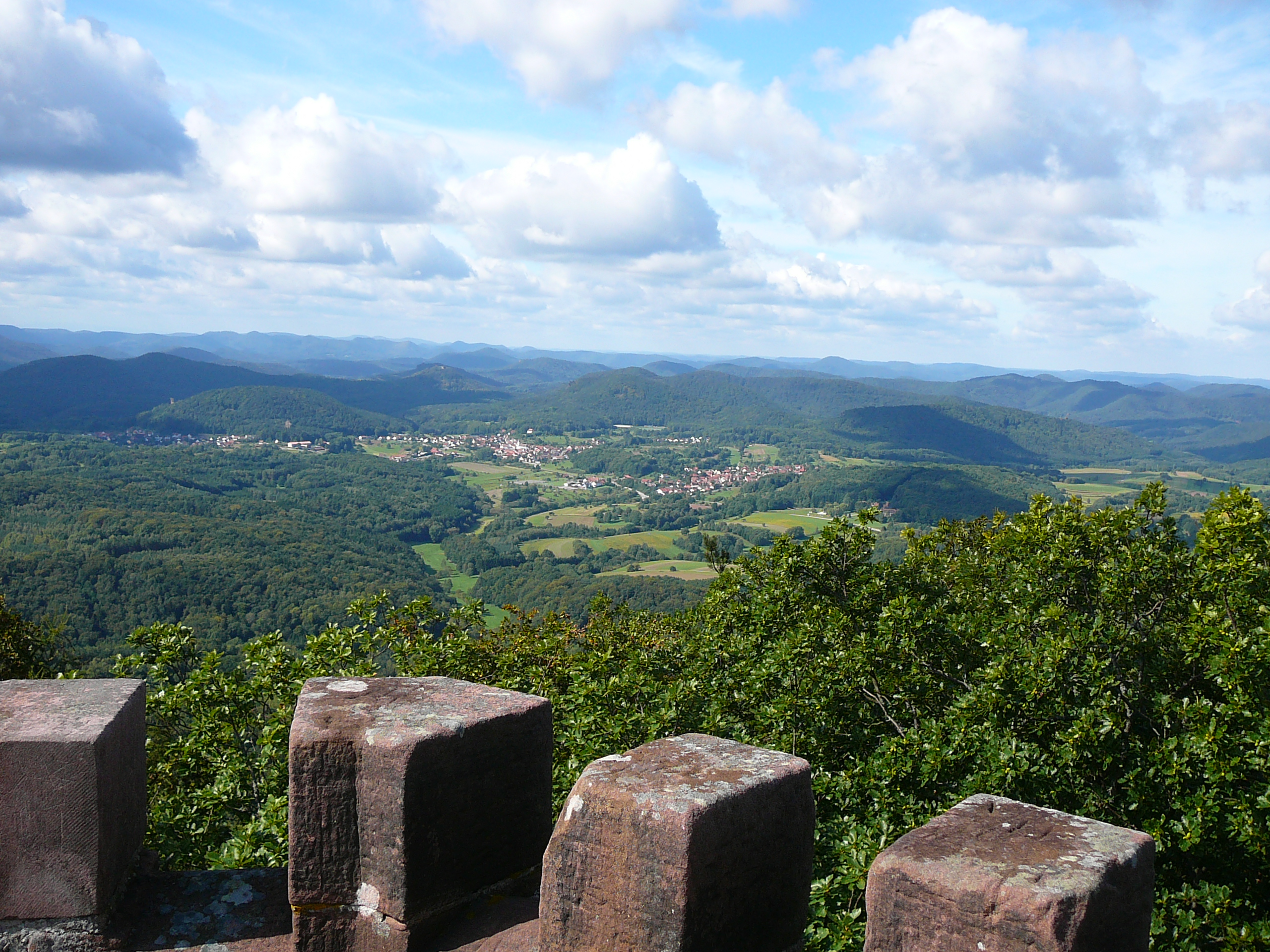
Karakteristiek landschap in het Wasgau, met kegelvormige heuvels, gezien vanaf de Rehberg nabij Annweiler am Trifels.

Het Wasgau of Zuidelijk Paltserwoud is een middelgebergte op de grens tussen Duitsland en Frankrijk, respectievelijk in de deelstaat Rijnland-Palts en de departementen Bas-Rhin en Moselle. Het Wasgau vormt het zuiden van het Paltserwoud en sluit in het zuiden, zonder duidelijke geomorfologische grens, aan op de Vogezen. De hoogste heuvel is de Grand Wintersberg (577 meter). In het westen grenst het Wasgau aan het Westrichplateau. In het oosten vormt de rand van de Boven-Rijnse Laagvlakte een duidelijke grens.